# Baanes I Mamiconi
|  | Per a altres significats, vegeu «Baanes Mamiconi». |

Baanes I Mamiconi (en armeni Վահան Ա Մամիկոնյան; nascut cap al 440-445, mort entre el 503 i el 510) va ser cap de la família dels Mamiconis i cap de la rebel·lió nacional contra els perses sassànides que controlaven una part d'Armènia, l'any 481.

## Context
Després de l'any 387, el Regne d'Armènia es va dividir en dues zones, una sota la influència de l'Imperi Romà d'Orient i l'altra sota domini persa. L'any 428, l'últim rei arsàcida, Artaxes IV (rei del 423 al 428), va ser deposat pel rei persa Bahram V (rei del 420 al 438) a petició dels nakharark, inaugurant el que es coneix com a domini dels Marzban (governadors perses) d'Armènia. Però ràpidament, els armenis van perdre la confiança en aquest nou sistema: l'any 449, Isdigerdes II (rei del 438 al 457) els va ordenar renegar de la religió cristiana i convertir-se al zoroastrisme. Sota el lideratge de Vardanes II Mamiconi, els armenis es van revoltar però van ser derrotats el juny del 451 en la batalla d'Avarair. La majoria dels nakharark que van participar en la revolta van ser deportats a la capital persa de Ctesifont.

## Biografia

### Joventut
Baanes II va néixer cap a l'any 440 o 445. Era fill de Maictes Mamiconi i de Dzoik, filla de Bahram o Vasaces Arzeruni. Era germà de Bardes Mamiconi i de Vasaces II Mamiconi. El seu pare, després de la derrota a Avarair, es va unir a la guerrilla formada per la resta d'insurgents que operava a Taik, però els perses van aconseguir de matar-lo. Baanes va ser fet presoner per Vasaces de Siània i era un dels ostatges a la cort de Pèrsia. segons l'historiador Llàtzer de Farpe, amic seu des de la infantesa, va apostatar i es va convertir al zoroastrisme "debilitat en la seva fe". Es va mantenir fidel a aquesta religió quan va aconseguir de tornar al seu país.
L'any 455 va ser alliberat a Pèrsia el bdeachkh de Gugarq o Tashir, Vazgen, i va aconseguir emportar-se amb ell els fills del seu cunyat Maictes Mamiconi (Vazgen estava casat amb Txutxanik, filla de Vardanes II Mamiconi, el germà de Hemaik), Baanes (II), Vasaces (II) i Artaxes Mamiconi, als que va reunir amb la mare dels nois, Dzoik, a la seva capital de Tsurtav. El Gugarq era un territori georgià (iber) però estava governat per una dinastia armènia (amb força influència georgiana) i els perses tenien especial interès a mantenir la lleialtat del territori. La mare, Dzoik, va criar als seus fills, els tres esmentats i un altre anomenat Vard, en les idees nacionalistes. Vard va ser enviat a Taik per a ser criat a la frontera amb l'Imperi Romà d'Orient.

### Rebel·lió
El 458 Vazgen va voler obligar la seva dona a convertir-se al mazdeisme, i com que si va negar la va fer matar (Txutxanik és santa segons el martirologi armeni, i segons la tradició va ser ella qui va salvar la creu de San Nino i la va fer portar a Taron) i també pel mateix temps disputava a Vakhtang I Cap de Llop d'Ibèria (447-c. 502) el tron d'aquest país (el rei iber havia cridat als huns el 453 i no va parar d'intentar que els armenis es rebel·lessin).
El 461 el principat de Siunia va passar a Babik II, germà de Varazvahand, que a diferència d'aquest fou del partit nacionalista armeni. Babik serà amic de Baanes I.
Baanes destacava per les seves qualitats. El rei persa el volia al seu costat per a donar-li el càrrec de marzban, però tots els nobles perses i més d'un d'armeni li desaconsellaven de fer-ho per les repercussions de la rebel·lió del 451 encapçalada pel seu oncle Vardanes II Mamiconi i després pel seu pare Maictes Mamiconi. Baanes I va anar a la cort per dissipar les dubtes del rei, i es dedueix de la crònica de Llàtzer de Farpe que va participar en cerimònies mazdeistes segurament per demostrar fidelitat, però no va ser suficient, i no va rebre el nomenament.
El 481, fent cas al patriarca i al rei georgià Vakhtang I Cap de Llop es va decidir a encapçalar la rebel·lió nacional. Al seu costat va tenir al seu germà Vasaces II Mamiconi. Els revoltats van rebre el suport de molts nakharark i de la gent del poble. El nakharar Varaz-Shapuh Amatuni va revelar al marzban els plans del rebels. El marzban es va espantar i va fugir de Dvin cap a Artàxata. Baanes I va entrar a Dvin. Després les seves forces van anar a Artàxata d'on també va fugir el marzban cap a Pèrsia.
Baanes I va quedar l'amo del país, però per guanyar-se l'aliança d'uns dels nakharark més poderosos, Isaac Bagratuní, aspet hereditari (comandant de la cavalleria), el va fer nomenar marzban. Baanes I, que era generalíssim hereditari d'Armènia, va conservar el comandament militar dels revoltats. El marzban Aderveshnasp va re-entrar a Armènia i va lliurar la batalla d'Akori, on els armenis, dirigits per Vasaces II Mamiconi i Babik II de Siunia, van obtenir la victòria. Al mateix temps Baanes I va demanar al rei dels Ibers l'ajuda promesa i Vakhtang I va enviar uns milers d'auxiliars huns, però a l'hivern el rei els va tornar a cridar al seu país.
Al trobar-se sol Baanes I va demanar l'adhesió dels nakharark neutrals: els Arzerunis, els Andzevatsí, els Reixtuní i els senyors de Mokq. Ohan Andzevatsí i Nerseh Erundhuni van sumar-se a la rebel·lió (que els rebels anomenaven Santa Lliga) però quan les seves forces anaven a unir-se a les dels rebels, les dels nakharark que restaven fidels als perses els van atacar. Entre ells, Sevuk Andzevatsí i Ohan de Mokq (24 d'abril del 482) prop d'Arest al districte de Beznunik. L'atac va fracassar i van poder arribar al costat de Baanes I amb poques pèrdues.
Mentre un exèrcit persa es concentrava a Her (Khoi) i Zarevand, al nord-est del llac Urmia, sota el comandament del gran visir (Hazarbadh) Suren Pahlav i del comandant de la guàrdia de corps (Putxtighbansalar) Adhur-Narsé. Baanes I va sortir de Dvin amb el seu exèrcit cap a la província de l'Artaz (Maku) i després cap a la regió del llac Van. Prop del llogaret conegut com a Nersehapat es van trobar els dos exèrcits. Baanes I tenia com a principals companys als fidels Nerseh i Fraates Camsaracà de Shirak, a Babik II de Sinuia, a Bashel Bavehuni, a Aton Gnuní i a Phapal Baluní; l'ala dreta la comandava Isaac Bagratuní. Els armenis van obtenir la victòria. A més, Bardes Mamiconi, germà de Baanes, que havia estat empresonat al Taik pels perses i era el seu ostatge, va ser alliberat.
Baanes va fer reposar les seves tropes al districte de Dzalkotn a l'Airarat. Mentre eren allí Vakhtang I Cap de Llop va demanar ajut als armenis, perquè els huns no havien arribat i estava sent atacat pel general persa Mihran. Baanes I va passar llavors al districte de Kangark o Kangarni al sud del Gugarq, principat entre Ibèria i Armènia l'any 482. Mihran remuntant el Kura (en georgià Mtkwari) va arribar prop dels armenis. La batalla es va lliurar a Akesga, a l'oest de Gori. Els armenis i els ibers van tindre avantatge al començament però van ser superats pel nombre d'enemics. Babik II de Siunia va caure ferit però el va salvar el mateix Baanes I. Vasaces II Mamiconi va morir en combat, com també Isaac Bagratuní. Fraates Camsaracà va caure presoner. Baanes es va retirar amb les restes de l'exèrcit cap a Taik. Mihran va entrar a Bassèn i va arribar fins a Dou al nord-oest d'Erzurum, just fins a la frontera amb l'Imperi Romà. Finalment Mihran va parar la persecució, va oferir un tracte a Baanes (rendició a canvi d'intercedir davant del rei per obtenir una amnistia) però el rei el va cridar a la cort de Ctesifont i va retornar. Durant el trajecte Narses Camsaracà en una emboscada al Bagrevand, va reeixir a alliberar son germà Fraates, que anava presoner. Mihran llavors es va venjar amb Hazd, germà petit de Babik II, que havia estat fet presoner també en la batalla d'Akesga, i que va morir executat el 25 de setembre del 482 a la ciutat de Bagavan, districte de Valarshaket, província de Bagrevand, al peu del mont Nipat. La mort la va instigar son germà Gdehon, al qui s'havia donat el principat de Siunia.
Al marxar Mihran, Baanes va retornar al Airarat i va retornar a Dvin on va romandre fins a l'any següent. A la primavera del 483 un exèrcit persa va tornar al país sota el comandament del Hazaraft Zarmihr de la família dels Karen i governador de Sakastene (Sistan). Va travessar l'Araxes i per Artàxata va arribar a Dvin i va preparar el setge. Baanes va ordenar una sortida en la qual va causar algunes baixes, però que quasi va costar la vida al patriarca Joan Mandakuni (fou deixat per mort però encara que ferit va poder tornar a Dvin) i hi van morir els nakharark Ordi Dimaqsean i Qadshadx Saharuni. Baanes va sortir de la ciutat abans de quedar assetjat i es va retirar a les muntanes de Bassèn i Taik, territoris fronterers amb l'Imperi Romà d'Orient. El general persa Zarmihr li va preparar una emboscada i encara que va poder fer presoneres a algunes princeses, Baanes i els principals nakharark es van poder escapar. Finalment el general fou cridat per anar a Ibèria a fer la guerra a Vakhtang I Cap de Llop (que també va poder escapar cap a la Còlquida).
Baanes va passar al Taron i es va establir a la vila de Dzalik (vila que era domini feudal dels Mamiconis) i d'allí va passar a la Astianene (Hashteanq) i al districte de Karin (Erzurum) i cap a l'Arxamunik.

### Marzban d'Armènia
El 484 el marzban Shahpuhr de Rayy va sortir del país després d'una greu derrota dels sassànides contra els huns heftalites, per influir en l'elecció del nou rei. Baanes va aprofitar i va ocupar fàcilment Artàxata i Dvin. El patriarca del país va decidir traslladar la seu patriarcal a Dvin.
El nou rei persa i el general Zarmihr, que no podien enviar cap exèrcit, van enviar a un ambaixador de nom armeni Nikhor Vexnaspadat (en realitat el nkhver Gushnaspdadh) amb la missió d'establir una autonomia política i religiosa per Armènia i resoldre el problema nacional. L'enviat va establir el seu quarter a Her i va enviar missatges a Baanes. Aquest va exigir llibertat de culte i la prohibició del culte mazdeista a Armènia; i pels nakharark el dret d'apel·lació directa al rei (doncs per damunt del marzban). Les condicions van ser acceptades. Després ambdós caps es van reunir i el persa va expressar a l'armeni que el rei Valash demanava ajut a Baanes contra el seu germà rebel Zarer. Les tropes armènies que Baanes va posar a disposició de Valash van ser decisives per aplanar la revolta. Poc després Valash va rebre a la cort a Baanes i el va confirmar com a generalíssim hereditari, va retornar totes les terres expropiades i (a petició de Baanes) va fer el mateix amb els Camsaracans. Més tard altres nakharark (com els Arzerunis) també van veure restituïts tots els seus honors. Un mes després Baanes va rebre del rei el nomenament formal de marzban d'Armènia que de fet ja exercia.
L'any 488 el rei Valash va ser enderrocat per la noblesa que el va substituir pel seu nebot Kavadh. Aquest nou rei va afavorir les tesis que Mazdak predicava: gaudir de les coses materials amb moderació i en un orde social i econòmic pacífic, igualitari i no competitiu. Baanes però va ser confirmat com marzban, càrrec que va mantenir durant uns 20 o 25 anys, del 485 al 505 o 510. Va reconstruir monestirs, esglésies i catedrals i va protegir a escriptors com Llàtzer de Farpe. L'any490 va ser elegit nou Catolicós (patriarca) Babik o Babgen d'Othmus (490-515).
El 496 el rei persa Kavadh va ser enderrocat pels clergues i nobles contraris a les doctrines de Mazdak, però va tornar al tron el 498 o 499 i llavors va renunciar a aquelles doctrines. Llavors va començar la guerra contra l'Imperi Romà d'Orient perquè el rei persa va demanar un impost per la defensa dels passos del Caucas contra les tribus caucàsiques, passos que estaven encomanats als perses però que afavorien també els romans, i que l'emperador romà d'Orient Anastasi es va negar a pagar, a menys que li fos transferida la possessió de Nísibis. Els perses van atacar l'Armènia romana d'Orient especialment Teodosiòpolis (armeni Karin, modern Erzurum) i Martiriòpolis (armeni Neferkert, modern Mayyafariquin) l'any 502, i van ocupar Amida (modern Diyar Bekir) el 503. Els romans d'Orient van pagar als huns per atacar i aquests van travessar el pas caucàsic de Darial i van envair territori sassànida, i finalment el rei Kavadh va decidir de fer la pau amb Bizanci per set anys (potser el 505 o 506). Amida va tornar a Bizanci a canvi d'una forta quantitat de diners.
Baanes va morir a tot tardar el 510 i el va succeir el seu germà Bardes Mamiconi, dit també Bardes el Patrici, que va ser reconegut com a marzban per la cort de Pèrsia.

## Arbre familiar
|  |  |  |  |         |         |         |         |         |         |  |  |            |            |                  |                  |                  |                  |                  |                  |                   |                   |                   |                   |                   |                   |                |                |                 |                 |                 |                 |                 |                 |  |  |  |  |  |  |  |  |  |  |  |  |  |  |  |  |
|  |  |  |  |         |         |         |         |         |         |  |  |            |            | Maictes Mamiconi | Maictes Mamiconi | Maictes Mamiconi | Maictes Mamiconi | Maictes Mamiconi | Maictes Mamiconi |                   |                   |                   |                   |                   |                   | Dzoik Arzeruni | Dzoik Arzeruni | Dzoik Arzeruni  | Dzoik Arzeruni  | Dzoik Arzeruni  | Dzoik Arzeruni  |                 |                 |  |  |  |  |  |  |  |  |  |  |  |  |  |  |  |  |
|  |  |  |  |         |         |         |         |         |         |  |  |            |            | Maictes Mamiconi | Maictes Mamiconi | Maictes Mamiconi | Maictes Mamiconi | Maictes Mamiconi | Maictes Mamiconi |                   |                   |                   |                   |                   |                   | Dzoik Arzeruni | Dzoik Arzeruni | Dzoik Arzeruni  | Dzoik Arzeruni  | Dzoik Arzeruni  | Dzoik Arzeruni  |                 |                 |  |  |  |  |  |  |  |  |  |  |  |  |  |  |  |  |
|  |  |  |  |         |         |         |         |         |         |  |  |            |            |                  |                  |                  |                  |                  |                  |                   |                   |                   |                   |                   |                   |                |                |                 |                 |                 |                 |                 |                 |  |  |  |  |  |  |  |  |  |  |  |  |  |  |  |  |
|  |  |  |  | Artaxes | Artaxes | Artaxes | Artaxes | Artaxes | Artaxes |  |  | Vasaces II | Vasaces II | Vasaces II       | Vasaces II       | Vasaces II       | Vasaces II       |                  |                  | Baanes I Mamiconi | Baanes I Mamiconi | Baanes I Mamiconi | Baanes I Mamiconi | Baanes I Mamiconi | Baanes I Mamiconi |                |                | Bardes Mamiconi | Bardes Mamiconi | Bardes Mamiconi | Bardes Mamiconi | Bardes Mamiconi | Bardes Mamiconi |  |  |  |  |  |  |  |  |  |  |  |  |  |  |  |  |
|  |  |  |  | Artaxes | Artaxes | Artaxes | Artaxes | Artaxes | Artaxes |  |  | Vasaces II | Vasaces II | Vasaces II       | Vasaces II       | Vasaces II       | Vasaces II       |                  |                  | Baanes I Mamiconi | Baanes I Mamiconi | Baanes I Mamiconi | Baanes I Mamiconi | Baanes I Mamiconi | Baanes I Mamiconi |                |                | Bardes Mamiconi | Bardes Mamiconi | Bardes Mamiconi | Bardes Mamiconi | Bardes Mamiconi | Bardes Mamiconi |  |  |  |  |  |  |  |  |  |  |  |  |  |  |  |  |
|  |  |  |  |         |         |         |         |         |         |  |  |            |            |                  |                  |                  |                  |                  |                  |                   |                   |                   |                   |                   |                   |                |                |                 |                 |                 |                 |                 |                 |  |  |  |  |  |  |  |  |  |  |  |  |  |  |  |  |
|  |  |  |  |         |         |         |         |         |         |  |  |            |            |                  |                  |                  |                  |                  |                  | Artavasdes        |                   |                   |                   |                   |                   |                |                |                 |                 |                 |                 |                 |                 |  |  |  |  |  |  |  |  |  |  |  |  |  |  |  |  |
|  |  |  |  |         |         |         |         |         |         |  |  |            |            |                  |                  |                  |                  |                  |                  |                   |                   |                   |                   |                   |                   |                |                |                 |                 |                 |                 |                 |                 |  |  |  |  |  |  |  |  |  |  |  |  |  |  |  |  |
|  |  |  |  |         |         |         |         |         |         |  |  |            |            |                  |                  |                  |                  |                  |                  | Samuel            |                   |                   |                   |                   |                   |                |                |                 |                 |                 |                 |                 |                 |  |  |  |  |  |  |  |  |  |  |  |  |  |  |  |  |